# 루이스 펠리피 스콜라리
루이스 펠리피 스콜라리(포르투갈어: Luiz Felipe Scolari, 1948년 11월 9일 ~ )는 브라질의 축구 선수 출신 축구 감독이다. 선수 시절 포지션은 수비수였으며 브라질에서는 펠리팡(Felipão)이라는 애칭으로 부르기도 한다. 2002년 FIFA 월드컵에서 브라질의 5번째 우승을 이끌었고, UEFA 유로 2004에서는 포르투갈의 준우승을 이끌었다. 2006년 FIFA 월드컵에서는 포르투갈의 4강 진출을 이끌었다.
이후 잉글리시 프리미어리그 팀 첼시 FC의 감독이 되었다. 하지만 성적을 이유로 시즌 중 경질되었고 우즈베키스탄 리그 팀 FC 부뇨드코르의 감독을 맡다가 2009-10 시즌이 끝난 후 부뇨드코르와의 계약을 해지했다.
그리고 그는 2010년 다시 브라질로 돌아가 SE 파우메이라스의 감독이 되었다. 거기서 2년 간 감독 생활을 한 후 2012년 다시 조국인 브라질 대표팀의 감독이 되었다. 2013년 FIFA 컨페더레이션스컵에서 브라질의 우승을 이끌었다. 그러나, 벨루오리존치 미네이랑 경기장에서 열린 2014년 FIFA 월드컵 준결승전에서 독일에게 1:7로 치욕적인 패배의 굴욕(일명 미네이랑의 비극)을 당하였고, 3·4위전마저 네덜란드에게 0:3으로 또다시 패배하여 4위에 그친 뒤 감독직에서 사임하였다.
국가대표팀을 떠난 후 그레미우의 감독으로 선임되었으나, 성적 부진으로 2015년 5월에 경질되었다. 2015년 6월 5일 파비오 칸나바로의 후임으로 광저우 에버그란데의 감독으로 선임되었다.

## 선수 경력
히우그란지두술주 파수푼두에서 태어나 숙련된 것보다 더욱 양보하지 않은 것으로 여겨진 수비수로 여겨진 스콜라리는 자신의 같은 시기의 선수들 사이에 "페르나지파우"(포르투갈어: perna - de - pau, "우둔한 다리"를 의미함)로 알려졌으며, 그는 브라질 프로 축구 선수이기도 하였던 아버지 벤자민의 뜻을 이었다. 그의 선수 경력은 카시아스, EC 주벤투지, EC 노부암브르구와 CSA와 함께 포함하였고, 가끔 자신의 팀의 주장을 맡기도 하였다. CSA와 함께 선수로서 자신의 단 하나의 주요 타이틀 - 알라고아스 주립 선수권을 우승하였다.

## 감독 경력

### 초기 경력
1982년 선수로서 은퇴한 그는 카시아스의 감독으로 임명되어 자신의 첫 시즌에서 캄페오나투 알라고아누에서 우승하였다. 한 동안 EC 주벤투지(2회), 브라지우 지 펠로타스와 사우디아라비아의 알샤바브와 함께 한 후, 그는 브라질에서 가장 크고 가장 전통적 클럽들 중의 하나인 그레미우로 옮겨 1987년 가우추 주립 선수권을 우승하고 또다른 크고 전통적 클럽 고이아스 EC의 감독을 맡았다.

### 쿠웨이트
그러고나서 그는 2년간 쿠웨이트의 알카디시야 쿠웨이트의 감독을 맡아 1989년 이름난 쿠웨이트 에미르 컵을 우승하였다. 이 일은 쿠웨이트 축구 국가대표팀의 감독으로서 주요 한정에 의하여 이어져 쿠웨이트에서 10번째 걸프컵을 우승하였다.

### 쿠리치바 FC
스콜라리는 브라질로 귀국하여 코리치바 FC의 코치를 맡았다. 그는 3개의 매치들 만을 위하여 머물어 다 패하였다. 마지막 패배 후, 그는 자신의 고향으로 돌아가는 데 우승자의 버스를 타는 의미로 달아났으며 임금을 거둘러 돌아오지도 않았다고 한다.

### 크리시우마와 쿠웨이트로 복귀
스콜라리는 크리시우마의 코치를 맡아 그들의 첫 국내 타이틀 코파 두 브라지우로 이끌었다. 그는 중동에서 클럽 감독직으로 돌아와 알아흘리를 감독하고 알카디시야 쿠웨이트와 두번째 기간을 보냈다.

### 그레미우
1993년 스콜라리는 자신이 축구의 실용적인 스타일이 브라질식으로 활약되지 않음으로 브라질 대중매체에 의하여 비판을 받은 그레미우로 돌아왔다. 그는 1995년 그들이 인터콘티넨털컵(아약스에게 페널티로 패배)으로 나가는 데 합격한 1995년 코파 리베르타도레스를 포함한 3년 안에 6개의 타이틀을 우승하였다. 이듬해 그들은 브라질 선수권을 우승하였다.
그의 팀은 현실의 수퍼스타들이 나타나지 않았고 파라과이의 라이트백 프란시스코 아르세(스콜라리가 후에 SE 파우메이라스로 데려감), 터프하게 태클하는 미드필더 지뉴, 파울루 누네스와 센터 포워드 마리우 자르데우 같은 직공 같은 선수들에 의지하였다.

### 주빌로 이와타
1997년 스콜라리는 J리그의 주빌로 이와타의 감독이 되었으나, 11개의 경기들 후에 떠나고 곧 후에 브라질에서 SE 파우메이라스를 장악하였다.

### SE 파우메이라스
3년의 세월에 스콜라리는 SE 파우메이라스를 코파 두 브라지우, 코파 메르코수르과 콜롬비아의 데포르티보 칼리를 페널트에 우승과 함께 그들의 첫 코파 리베르타도레스로 이끌었다. 그들은 도한 1999년 인터콘티넨털컵에서 맨체스터 유나이티드에게 패하여 준우승을 하기도 하였다. 그는 1999년 "올해의 남아메리카 코치"로 임명되었다.

### 크루제이루 EC
2000년 스콜라리는 크루제이루 EC를 감독하는 데 임명되어 1년간 코치를 맡았다.

### 브라질 국가대표팀
2001년 6월 스콜라리는 자신의 모국 브라질 축구 국가대표팀의 감독으로 임명되어 5개의 매치들이 2002년 FIFA 월드컵을 위하여 합격하지 않은 위험에 남아있었다. 자신의 첫 매치를 우루과이에게 1 대 0으로 패배에 불구하고 스콜라리는 결국 브라질 팀을 합격으로 지도하였다.
결승전들로 조립에서 스콜라리는 자신의 팀에 베테랑 스트라이커 호마리우를 포함하는 것을 거부하였다. 브라질은 상상치 않게 토너먼트에 들어갔으나 터키, 중국, 코스타리카, 벨기에, 잉글랜드를 상대로 우승을 거두고, 4강전에서 다시 터키를 꺾고 결승전으로 진출하여 자신들의 5번째 FIFA 월드컵 타이틀을 우승하는 데 호나우두의 2골과 함께 독일을 2 대 0으로 물리쳤다.

### 포르투갈 국가대표팀

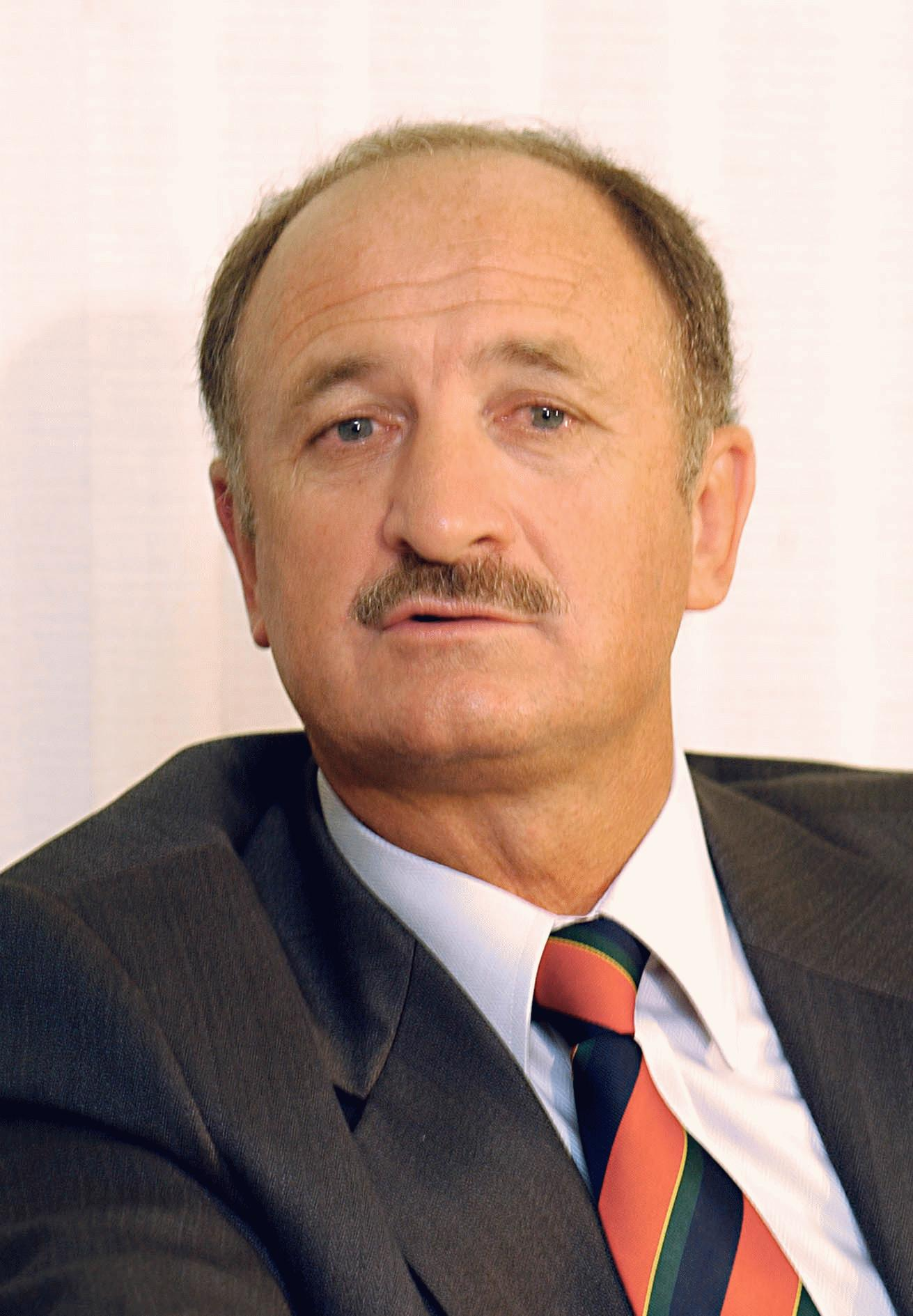
2003년의 스콜라리

2003년 스콜라리는 포르투갈 축구 국가대표팀의 감독으로서 차지하여 UEFA 유로 2004를 위하여 개최국으로서 그들의 준비를 보았다. 매치들에서 포르투갈은 조별 무대를 통하여 준준결승전에서 잉글랜드를 페널티로 물리치고, 준결승전에서 네덜란드를 꺾었다. 하지만 결승전에서 포르투갈은 아쉽게도 그리스에게 1 대 0으로 큰 패배를 당하고 말았다.
2006년 FIFA 월드컵에서 스콜라리는 포르투갈 팀의 감독을 맡았으며, 준준결승전에서 다시 잉글랜드에 승리를 거두고 준결승전에 도달하였다. 그러나 포르투갈은 프랑스에게 패하여 결승전에 도달하지 않았다. 토너먼트에 이어 스콜라리는 잉글랜드 팀의 감독직과 함께 거대하게 연결되었으나 포르투갈 팀의 감독으로 남아있기로 선택하였다.
스콜라리는 UEFA 유로 2008로 포르투갈 팀을 이끌었으며 A 조의 무대를 우승하다가 준준결승전에서 독일에게 패하여 물러났다. 토너먼트가 열리는 동안에 그는 2008 ~ 09 시즌을 위하여 잉글랜드 프리미어리그의 첼시 FC에 가입할 것이라고 밝혔다.

### 첼시 FC

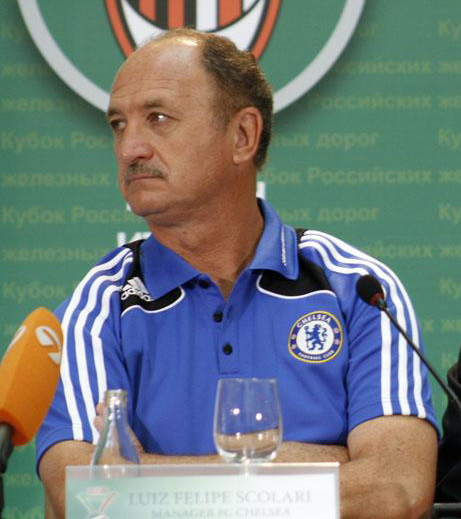
첼시 FC 감독 시절의 스콜라리

2008년 7월 1일 스콜라리는 첼시 FC의 감독으로 차지하였다. 이 일은 6월 11일 포르투갈의 체코를 상대로 매치가 열리는 동안에 곧 선언되었다. 이 임명과 함께 스콜라리는 월드컵 우승 감독이 프리미어리그를 감독하는 데 첫 감독이 되었다.
그는 자신에게 맨체스터 시티 FC의 감독이 되는 데 마련되었으나 거부하였다고 후에 말하였다.
스콜라리가 첼시 FC의 감독이 되면서 첫 매치는 중국축구협회 슈퍼리그의 광저우 파머슈티컬과 친선 매치에서 4 대 0의 승리였다. 그는 데쿠를 FC 바르셀로나의 미드필더로 만들었으며, 선수인 그는 포르투갈 국가대표팀에 정통하였고 그는 8백만 파운드를 위하여 처음으로 계약을 맺었으나 브라질의 국제적 선수 호비뉴를 레알 마드리드로부터 계약하는 데 자신의 시도들에서 좌절하고 말았다.
프리미어 리그에서 첼시 FC의 감독으로서 스콜라리의 경력은 2008년 FA컵 우승팀 포츠머스 FC에 4 대 0으로 승리를 거두며 좋은 출발을 이루었다.
스콜라리 아래 첼시 FC는 2008년 10월 그들이 리버사이드 스타디움에서 5 대 0으로 이긴 5년에 자신들의 가장 큰 우승한 길을 가졌다. 그 일은 또한 미들스브러에서 그들의 가장 큰 우승이기도 하였다.
좌절스러운 헐시티와 0 대 0으로 비김에 이어 리버풀 FC에게 2 대 0으로 패하여 극정에 이르는 데 부족한 형성 후, 2009년 2월 9일 스콜라리는 첼시 FC의 감독으로서 해임되었다. 2008 ~ 09 시즌의 나머지를 위하여 스콜라리의 대체 감독은 동시에 러시아 축구 국가대표팀을 감독하기도 한 거스 히딩크였다.

### FC 부뇨드코르
2009년 6월 6일 그는 일본을 상대로 우즈베키스탄의 월드컵에 나가는 데 합격하는 경기에서 FC 부뇨드코르의 히바우두와 함께 관중들 사이에 있었고, 6월 8일 스콜라리는 자신이 우즈베키스탄의 우승팀 FC 부뇨드코르와 함께 18개월 계약을 맺었다고 드러냈다. 1년에 1천 3백만 유로를 벌면서 계약은 스콜라리를 세계에서 가장 높은 감독료를 받는 축구 감독으로 만들었다.
AFC 챔피언스리그에서 마지막 16강전으로 FC 부뇨드코르를 지도하는 데 실패한 후 2010년 5월 29일 상호 동의에 의하여 떠났다.

### SE 파우메이라스로 복귀
2010년 6월 13일 스콜라리는 SE 파우메이라스의 새 감독으로 선언되었다. 그는 2년 반의 계약을 맺었다. 그는 팀과 함께 코파 두 브라지우를 우승하였다. 2012년 9월 13일 그해에 열린 캄페오나투 브라질레이루에서 나쁜 결과들이 나온 후, 상호 동의에 의하여 떠났다.

### 브라질 국가대표팀으로 복귀

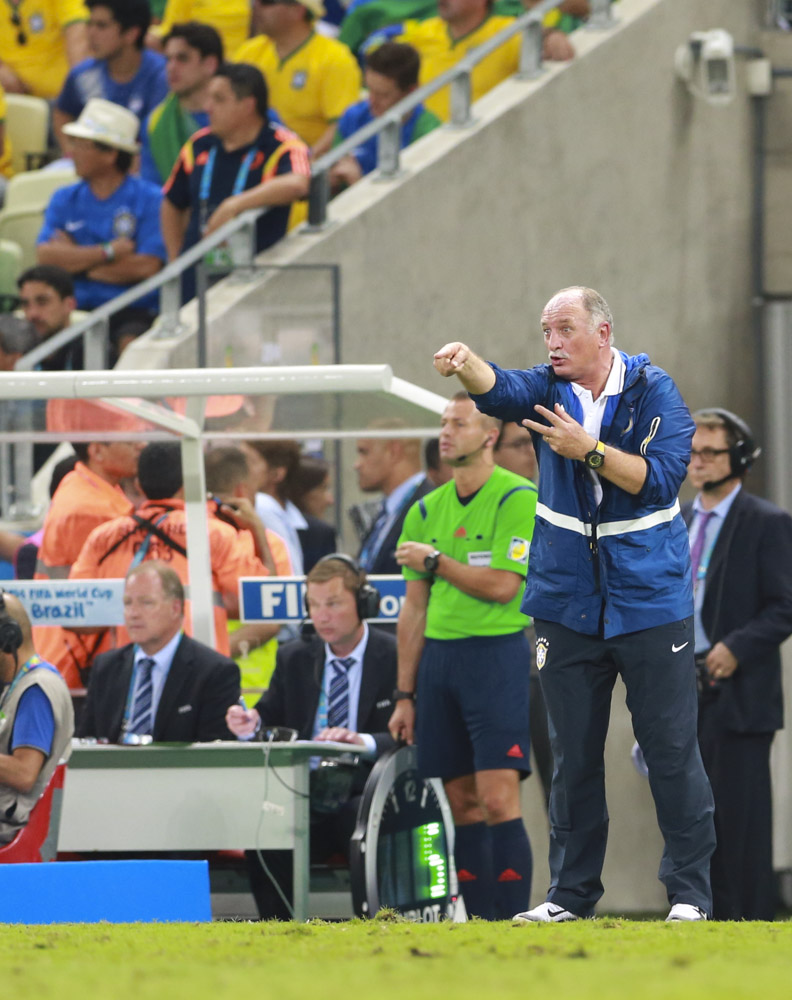
2014년 FIFA 월드컵에서

2012년 11월 28일 클럽에서 지냄없이 2달 이상 후에 스콜라리는 떠나는 마누 메네지스를 대체하는 데 브라질 국가 대표팀의 감독으로 돌아왔다. 2002년의 이전 성공 후에 그는 2014년 FIFA 월드컵을 우승하는 것을 과하였다.
웸블리 스타디움에서 그의 복귀에 잉글랜드에게 2 대 1로 자신의 첫 경기를 패하였다. 2013년 FIFA 컨페더레이션스컵의 개막 경기에서 그는 네이마르의 3분, 파울리뉴의 48분과 조의 90분 골과 함께 일본을 3 대 0으로 꺾었다. 3일 후 그의 팀은 네이마르의 9분에 또 다른 골을 득접하면서 멕시코를 2 대 0으로 물리쳤다.
준결승전에서 그는 프레드의 41분 골과 86분에서 파울리뉴의 늦은 골과 함께 터프한 비김에서 우루과이를 2 대 1로 꺾었다. 결승전에서 브라질은 프레드의 2골과 네이마르의 1골과 함께 스페인을 3 대 0으로 꺾고 우승을 거두었다.
2014년 FIFA 월드컵에서 브라질은 준결승전에서 독일에게 7 대 1로 패하여 월드컵에서 큰 패배를 당하고, 월드컵 역사상 가장 많은 득점들이 양보되어 1975년 이래 자신들의 첫 홈구장에서 패배였다. 스콜라리는 이 일을 "내 인생의 최악의 날"로 묘사하고 책임을 지었다.
7월 14일 3·4위 쟁탈전에서 브라질이 네덜란드에게 3 대 0으로 패하자 스콜라리는 브라질 팀의 감독으로서 사임하였다.

### 그레미우로 복귀
2014년 7월 29일 스콜라리는 그레미우와 계약을 맺었다. 그는 공식적으로 아레나 두 그레미우에서 있던 날에 이어 클럽에 의하여 정채를 드러냈다. 2015년 5월 19일 스콜라리는 시즌으로 부족한 시작 후에 자신의 직위로부터 사임하였다.

### 광저우 에버그란데
2015년 6월 4일 스콜라리는 중국축구협회 슈퍼리그의 챔피언 광저우 에버그란데의 총감독으로 임명되어 2년 반의 계약을 맺었다. 감독이 된지 4달 후에 그는 클럽을 2015년 중국의 슈퍼리그에서 승리로 이끌고 AFC 챔피언십 리그 결승전에서 코스민 올러로이우의 알아흘리를 1 대 0으로 꺾었다.

## 명예

### 클럽

#### 알카디시야
- 쿠웨이트 에미르컵 (1989)

#### 크리시우마
- 코파 두 브라지우 (1991)

#### 그레미우
- 캄페오나투 브라질레이루 세리이 A (1996)
- 코파 두 브라지우 (1994)
- 캄페오나투 가우슈 (1987, 1995, 1996)
- 코파 리베르타도레스 (1995)
- 레코파 수다메리카나 (1996)

#### 파우메이라스
- 코파 두 브라지우 (1998, 2012)
- 코파 메르코수르 (1998)
- 코파 리베르타도레스 (1999)
- 토르네이우 리우상파울루 (2000)

#### 크루제이루
- 코파 술미나스 (2001)

#### 부뇨드코르
- 우즈벡 리그 (2009)

#### 광저우 에버그란데
- 중국 슈퍼리그 (2015, 2016)
- AFC 챔피언스 리그 (2015)
- 중국 FA 슈퍼컵 (2016)

### 국가 대표

#### 쿠웨이트
- 걸프컵 오브 네이션스 (1990)

#### 브라질
- FIFA 월드컵 (2002)
- FIFA 컨페더레이션스컵 (2013)

#### 포르투갈
- UEFA 유로 (2004) (준우승)

### 개인적
- 올해의 남아메리카 감독 (1999, 2002)
- IFFHS 세계 최고 국가대표 감독 (2002)
- 올해의 중국 축구 협회 감독 (2015, 2016)